# Cary Leeds
Cary Leeds (New York, 16 aprile 1957 – 30 gennaio 2003) è stato un tennista statunitense.

## Carriera
In carriera ha raggiunto tre finali di doppio, tutte in coppia con il connazionale Eric Fromm. Nei tornei del Grande Slam ha ottenuto il suo miglior risultato a Wimbledon raggiungendo le semifinali di doppio misto nel 1981, in coppia con la connazionale Sherry Acker.

## Statistiche

### Doppio

#### Finali perse (3)
| Numero | Anno             | Torneo                      | Superficie  | Compagno   | Avversari in finale             | Punteggio     |
| 1.     | 15 giugno 1980   | Brussels Outdoor, Bruxelles | Terra rossa | Eric Fromm | Steve Krulevitz Thierry Stevaux | 3-6, 5-7      |
| 2.     | 12 ottobre 1980  | Tel Aviv Open, Tel Aviv     | Cemento     | Eric Fromm | Per Hjertquist Steve Krulevitz  | 6-7, 3-6      |
| 3.     | 14 febbraio 1982 | Caracas Open, Caracas       | Cemento     | Eric Fromm | Steve Meister Craig Wittus      | 7-6, 6-7, 4-6 |